# Tipula dimorpha
Tipula dimorpha är en tvåvingeart som beskrevs av Alexander 1929. Tipula dimorpha ingår i släktet Tipula och familjen storharkrankar. Inga underarter finns listade i Catalogue of Life.